# 新村拓
新村拓（しんむら　たく、1946年12月-　）は、日本の医療史学者、北里大学名誉教授。専攻・日本医療社会史。
静岡県生まれ。早稲田大学大学院文学研究科博士課程中退。1990年「古代医療官人制の研究」で文学博士。神奈川県立茅ヶ崎高等学校定時制教諭をしていた92年『古代医療官人制の研究』『日本医療社会史の研究』『死と病と看護の社会史』『老いと看取りの社会史』の四冊でサントリー学芸賞受賞、その後京都府立医科大学医学部教授、2001年北里大学一般教育部教授。副学長をへて2012年退任、名誉教授。

## 著書
- 『古代医療官人制の研究 典薬寮の構造』法政大学出版局 (叢書・歴史学研究) 1983 オンデマンド版　2005　ISBN　4588920464
- 『日本医療社会史の研究 古代中世の民衆生活と医療』法政大学出版局 (叢書・歴史学研究) 1985　全国書誌番号　85032311　書誌ID（NDLBibID）000001728175
- 『死と病と看護の社会史』法政大学出版局 1989 ISBN　4-588-30202-7
- 『老いと看取りの社会史』法政大学出版局 1991　ISBN　4-588-31204-9
- 『ホスピスと老人介護の歴史』法政大学出版局 1992　ISBN　4-588-31205-7
- 『出産と生殖観の歴史』法政大学出版局 1996　ISBN  4-588-31206-5
- 『医療化社会の文化誌 生き切ること・死に切ること』法政大学出版局 1998　ISBN　4-588-31207-3
- 『近代日本のターミナルケア』法政大学出版局 2001　ISBN　4-588-31208-1
- 『痴呆老人の歴史 揺れる老いのかたち』法政大学出版局 2002 ISBN　4-588-31209-X
- 『日本医療史』（編）吉川弘文館 2006　ISBN　4-642-07960-2
- 『健康の社会史 養生、衛生から健康増進へ』法政大学出版局 2006  ISBN　4-588-31210-3
- 『国民皆保険の時代　1960，70年代の生活と医療』法政大学出版局、2011　ISBN　978-4-588-31211-3
- 『日本仏教の医療史』法政大学出版局、2013　ISBN　978-4-588-31212-0
- 『近代日本の医療と患者 学用患者の誕生』法政大学出版局 2016　ISBN　978-4-588-31213-7
- 『売薬と受診の社会史 健康の自己管理社会を生きる』法政大学出版局 2018　ISBN　978-4-588-31214-4
- 『医療と戦時下の暮らし 不確かな時空を生きる』法政大学出版局 2022　ISBN　978-4-588-31215-1
- 『北里柴三郎と感染症の時代 ハンセン病、ペスト、インフルエンザを中心に』法政大学出版局 2024　ISBN　978-4-588-31216-8
- 『老いと介護の日本史：「認知症」への眼差し』歴史文化ライブラリー 吉川弘文館、2025　ISBN　9784642306201